# Serrigny
Serrigny é uma comuna francesa na região administrativa de Borgonha-Franco-Condado, no departamento de Yonne. Estende-se por uma área de 7,38 km². Em 2010 a comuna tinha 113 habitantes (densidade: 15,3 hab./km²).